# Мануйловка (Кировоградская область)
Ману́йловка (укр. Мануйлівка) — село в Маловисковской городской общине Новоукраинского района Кировоградской области Украины.
До 2020 года входило в Маловисковский район
Население по переписи 2021 года составляло 629 человека. Почтовый индекс — 26207. Телефонный код — 5258. Код КОАТУУ — 3523183201.

## В селе родились
- Ладыга, Иван Фёдорович (1920—2010) — советский и российский военный учёный, педагог, полковник артиллерии